# خانه قاسم خیاط
خانه قاسم خیاط مربوط به دوره قاجار است و در یزد، محله شیخداد واقع شده و این اثر در تاریخ ۱۶ دی ۱۳۸۷ با شمارهٔ ثبت ۲۴۴۲۴ به‌عنوان یکی از آثار ملی ایران به ثبت رسیده است.